# Reilingen
Reilingen település Németországban, azon belül Baden-Württembergben. Lakosainak száma 8320 fő (2023. december 31.). Reilingen Kronau és Hockenheim községekkel határos.

## Népesség
A település népessége az elmúlt években az alábbi módon változott:
| Lakosok száma | 5338 | 7437 | 7574 | 7630 | 8075 | 8128 | 8320 |
|               | 1975 | 2015 | 2017 | 2019 | 2021 | 2022 | 2023 |